# アルミン・ヴァンデル

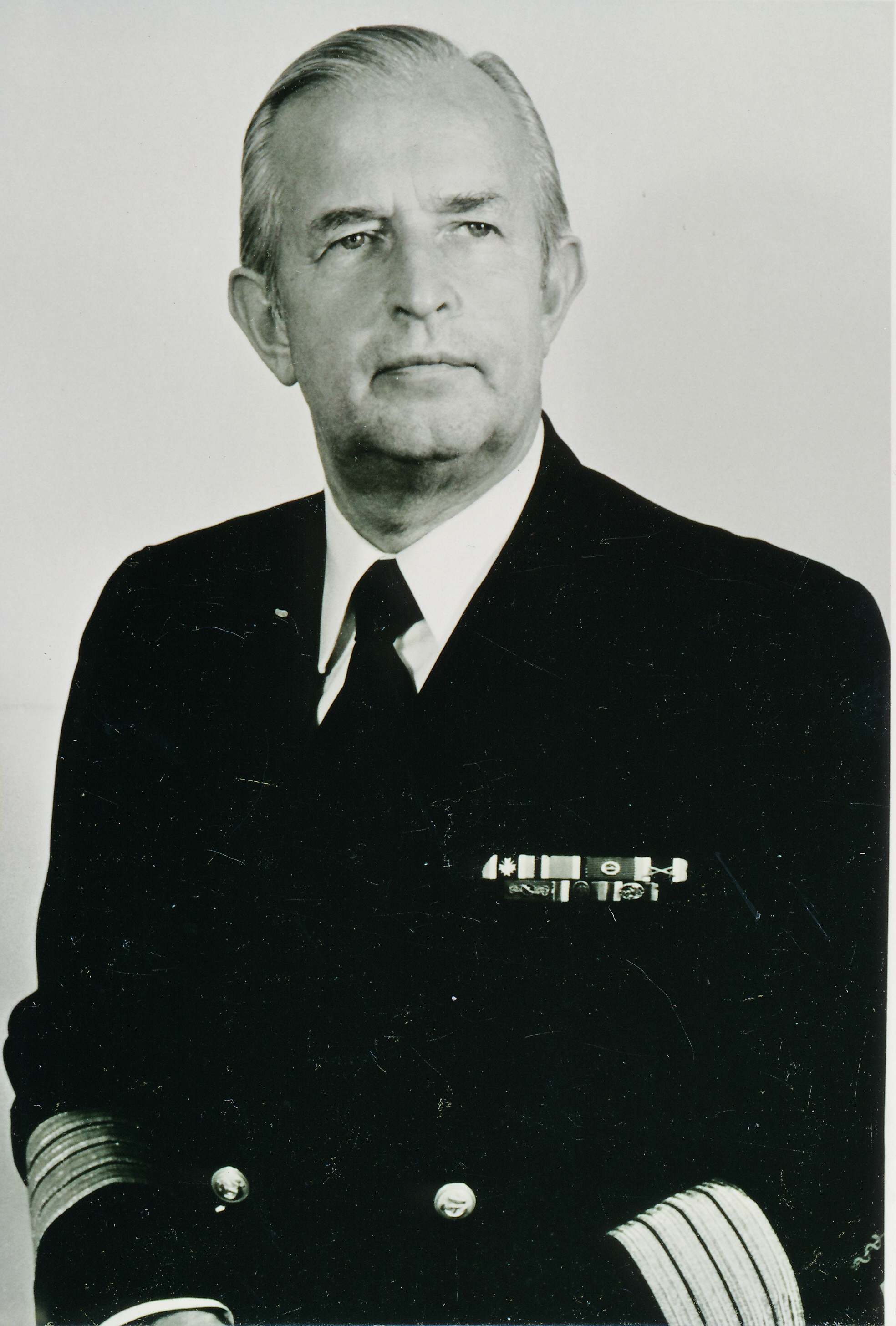
アルミン・ヴァンデル軍医大佐（1970年頃）

アルミン・ヴァンデル（Armin Wandel、1913年6月11日 - 1994年1月25日）は、ドイツの海軍軍人、医学者。国防軍海軍および連邦軍海軍）に軍医将校として勤務した。

## 経歴

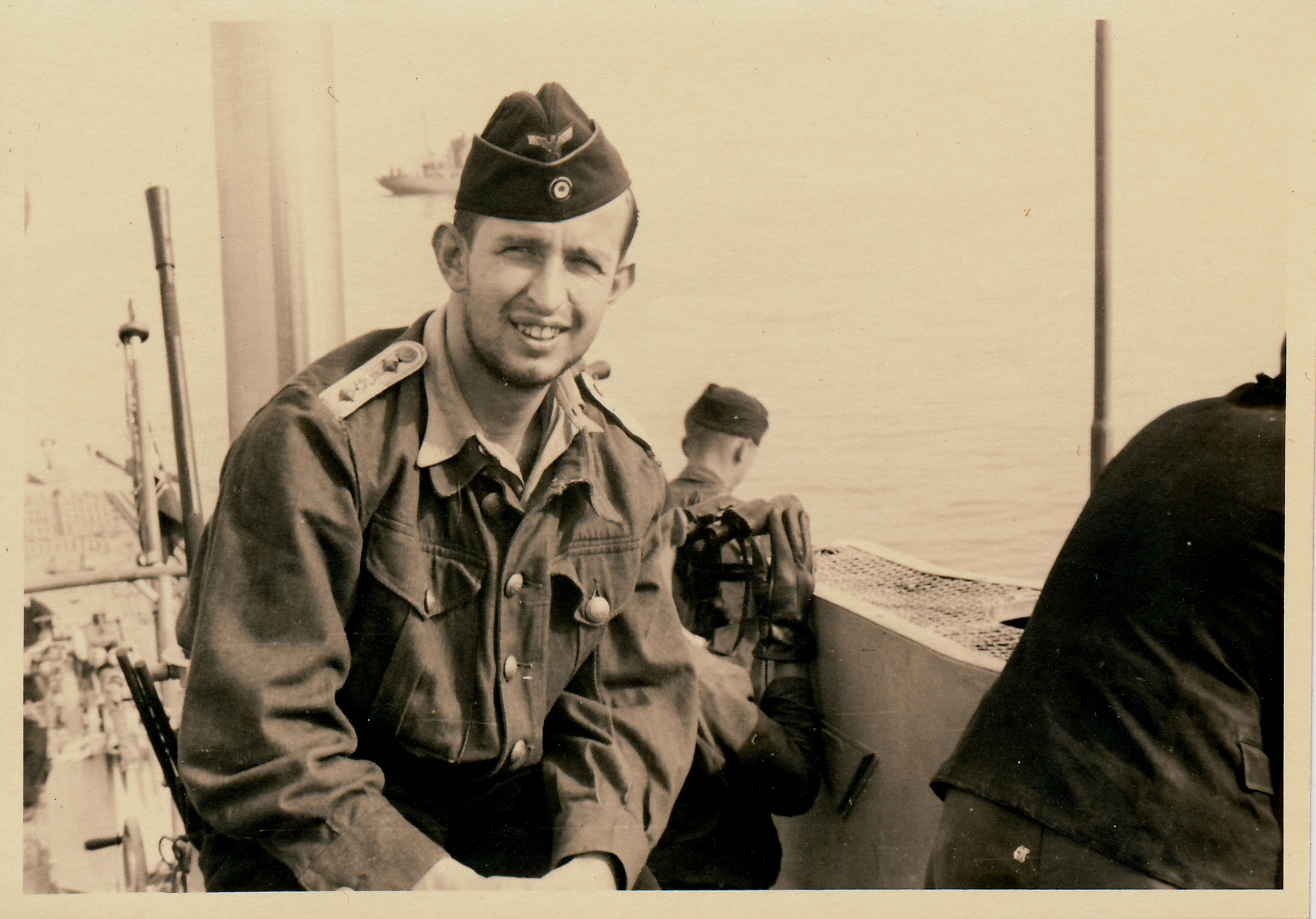
U-129付軍医だった頃のヴァンデル（1941年）

1913年、プロイセン王国シュローシャウ郡に生まれる。ブレスラウ・シレジア・フリードリヒ＝ヴィルヘルム記念大学で医学を学び、1935年からルザティア・ブレスラウ学士隊に名を置いた。1942年、ブレスラウ大学にて医学博士号（Dr. med.）を得る。
軍医大尉（Stabsarzt)としてドイツ海軍に入隊したヴァンデルは艦付軍医として潜水艦U-129に配属され、2度の戦闘航行（Feindfahrt）に参加している。軍医中佐昇進後は第26潜水隊群、第11潜水隊群の隊付軍医なども務めた。1944年6月から1945年1月まではフロッグマン部隊である海軍第700教導部隊（Kriegsmarine-Lehrkommandos 700）の司令官を務めた。
1957年にドイツ連邦軍が新設されると、軍医大佐（Flottenarzt）として連邦海軍に復職する。1962年から1973年まで、潜水艦・潜水員生理学研究所（1965年より海軍海上医学研究所に改称）の所長を務めた。また、医学博士としてキール大学にて博士課程の学生に対する講義を行った。
海軍退役後はバイエルンに暮らした。1994年死去。

## 著書
- Veröffentlichungen aus dem Schiffahrtmedizinischen Institut der Marine (1965)
- Stirb und werde – Dokumente einer schlesischen Familientragödie. Lahr, Selbstverlag 1990; Nachlass Wandel (Archiv Nöldecke)